# Fort Mandan

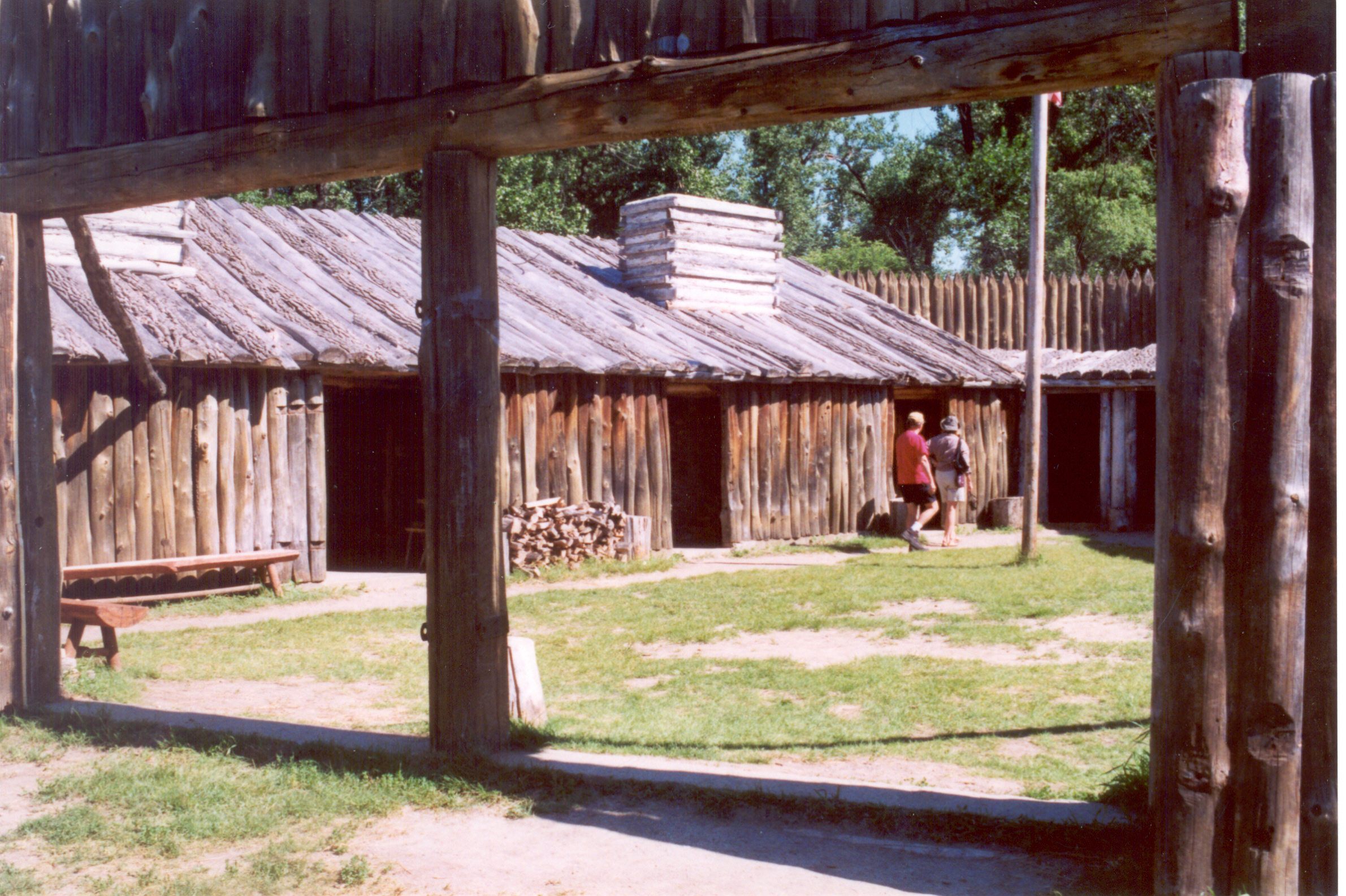
Fort Mandan, Juli 2006

Fort Mandan wurde von der Lewis-und-Clark-Expedition als Winterlager errichtet, das sie vom 2. November 1804 bis zum 7. April 1805 nutzten.
Es befand sich ungefähr 12 Meilen vom heutigen Washburn in North Dakota entfernt am Ufer des Missouri in der Nähe eines Dorfes der Mandan. Bei ihrer Rückreise im August des Jahres 1806 fand die Expedition lediglich die verkohlten Überreste des Forts vor. Die Brandursache blieb unbekannt. In der Nähe befindet sich heute eine Nachbildung des einstigen Forts.